# 명아주과

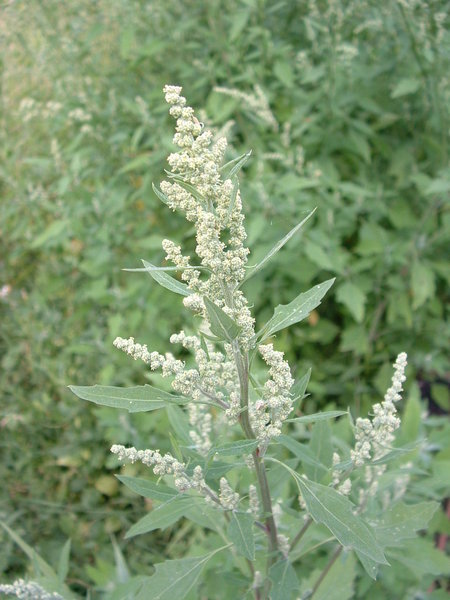
명아주(Chenopodium album)

명아주과(Chenopodiaceae)는 속씨식물의 한 과이다. 예전의 크론퀴스트 분류 체계 등에서는 독립된 과로 분류했으나 1998년의 APG 분류 체계나 2003년의 APG II 분류 체계에서는 분자계통학 연구 결과를 토대로 명아주과를 비름과에 포함시켰다. 옛 명아주과 식물은 함초아과와 수송나물아과의 일부 속을 제외하고는 대부분 명아주아과에 포함된다.

## 개요
전세계에 널리 분포하고 있는데, 건조지나 해안지대에서 잘 자란다. 세계적으로 약 100속의 1,500종 정도가 알려져 있으며, 우리나라에는 명아주·좀명아주·퉁퉁마디·나문재·나도댑싸리·장다리나물·호모초 등의 7속 15종이 분포하고 있다. 질소나 염분을 좋아하는 초본이며 드물게는 목본이 되는 것도 있다. 잎은 어긋나게 달리며, 그 모양은 단순한데 종종 살이 많은 막대 모양이 되거나 비늘조각 모양으로 퇴화된 것도 있으며 턱잎은 없다. 꽃은 양성화 또는 단성화로 녹색을 띠고 있다. 이들은 대부분 작으며, 공 모양이나 기산꽃차례를 이루면서 빽빽이 모여 피는데, 대부분 이들은 다시 총상이나 원뿔 모양으로 모여 있다. 꽃덮이조각은 2-5개로, 보통 열매가 달릴 때까지 남아 있다. 수술은 꽃덮이조각과 수가 같으며 그것과 마주난다.
씨방은 일반적으로 상위이고, 2∼3개의 심피로 이루어진 1개의 방을 가지며, 그 안에는 1개의 밑씨가 있다. 열매는 남아 있던 꽃덮이에 싸이며, 보통 표피가 얇고 벌어지지 않는다. 씨 속의 배는 활 모양으로 휘어 있거나, 또는 나선 모양을 하고 있다.